# Siakhman
Siakhman (persiska: سيامان, سِيامان, سياهمان, Sīāmān) är en ort i Iran.   Den ligger i provinsen Zanjan, i den nordvästra delen av landet, 260 km väster om huvudstaden Teheran. Siakhman ligger 1 779 meter över havet och antalet invånare är 190.
Terrängen runt Siakhman är platt åt nordost, men åt sydväst är den kuperad.Runt Siakhman är det ganska glesbefolkat, med 34 invånare per kvadratkilometer. Närmaste större samhälle är Qīdar, 11,3 km söder om Siakhman. Trakten runt Siakhman består i huvudsak av gräsmarker.